# F.E.A.R. Perseus Mandate
F.E.A.R. Perseus Mandate è un'espansione stand-alone del videogioco F.E.A.R., sviluppata da TimeGate Studios, software house responsabile dello sviluppo della precedente espansione, F.E.A.R. Extraction Point.
Il gioco venne annunciato tramite un comunicato stampa di Sierra Entertainment l'11 luglio 2007, a pochi giorni dall'E3 di Los Angeles. L'espansione è stata pubblicata per PC in Europa il 16 novembre 2007. La versione per Xbox 360, pubblicata nella stessa data con il titolo di F.E.A.R. Files, contiene entrambe le espansioni in formato stand-alone. La versione PC venne pubblicata in un'ulteriore versione con il titolo di F.E.A.R. Platinum Collection, contenente F.E.A.R. ed entrambe le espansioni.
L'espansione segue le gesta di un nuovo personaggio, membro di una seconda squadra F.E.A.R. inviata a indagare sul Progetto Perseus della Armacham Technology Corporation. La trama del gioco si svolge contemporaneamente, ma in un  universo parallelo, agli eventi di F.E.A.R. e di Extraction Point. Il sequel di F.E.A.R., F.E.A.R. 2: Project Origin, ignora gli eventi di entrambe le espansioni che sono considerate "non canoniche".

## Trama

### Intervallo 1: Indagine
Poco dopo l'assassinio di Aldus Bishop, ricercatore impegnato nel Progetto Origin della Armacham Technology Corporation, da parte della stessa ATC, il comandante Betters è costretto dall'aperta ostilità della compagnia ad inviare una seconda squadra F.E.A.R. in un impianto secondario della ATC per indagare sulla società e su eventuali irregolarità in cui essa possa essere coinvolta. La seconda squadra F.E.A.R. è composta dal capitano David Raynes, dal tenente Steve Chen e da un Sergente il cui nome è sconosciuto (il personaggio controllato dal giocatore). Ben presto, la squadra è costretta ad affrontare i Replicanti, cloni militari altamente addestrati creati dalla ATC.

### Intervallo 2: Rivelazione
Dopo aver combattuto contro i Replicanti e le forze di sicurezza ATC, la squadra F.E.A.R. scopre che una terza fazione si è già infiltrata nella struttura ATC uccidendone tutto il personale. La fazione è composta da mercenari altamente addestrati e dotati di armi avanzate conosciuti come i "Nottambuli". Il rango dei Nottambuli include anche numerosi Soldati d'èlite in possesso degli stessi riflessi acutissimi già mostrati dall'Apripista F.E.A.R..
I Nottambuli operano per conto del misterioso Senatore, menzionato al termine di F.E.A.R., e sono alla ricerca della "Fonte", il template genetico da cui i Replicanti sono stati creati. Il team F.E.A.R. scopre che la Armacham ha tre strutture principali coinvolte nel Progetto Perseus: una struttura attiva di bioricerca dove è conservato il DNA di Harlan Wade, il padre di Alma, una struttura segreta abbandonata per la clonazione dove i Replicanti sono attualmente prodotti e la Struttura Rammelmeier del Progetto Origin dove Alma è imprigionata.

### Intervallo 3: Cattura
F.E.A.R. e la Delta Force lanciano un attacco contro la struttura di bioricerche, combattendo contro i Replicanti, le forze ATC e i Nottambuli. Tuttavia, questi ultimi riescono a fuggire con un campione del DNA di Wade. La squadra F.E.A.R. riesce quasi a catturare Gavin Morrison, il principale agente del Senatore, ma vengono interrotti dall'esplosione della struttura di Origin, che getta l'intera città nel caos.

### Intervallo 4: Devastazione
Il Sergente e il Tenente Chen si svegliano in una zona abbandonata della metropolitana, e scoprono che l'esplosione di Origin ha scatenato un'ondata mortale di attività paranormali. Chen riesce a resistere ad un primo attacco da parte della stessa creatura che ha ucciso Douglas Holiday nell'espansione precedente, ma viene fatto a pezzi da uno Spaventapasseri, una nuova visione inviata da Alma. Il Sergente continua comunque l'inseguimento dei Nottambuli lungo i tunnel della metropolitana.

### Intervallo 5: Infiltrazione
Raggiunta la superficie, il Sergente ristabilisce il contatto con Raynes, che gli ordina di farsi strada verso la struttura di clonazione, dove sembra che i Nottambuli siano diretti. La situazione si complica ulteriormente quando i Replicanti agli ordini di Paxton Fettel si riattivano in seguito alla sua resurrezione.
Lungo il percorso, il Sergente incontra Gavin Morrison, che è stato catturato dai Nottambuli. Morrison rivela che l'obiettivo dei mercenari è il recupero di un campione del DNA di Alma, e che devono essere fermati ad ogni costo.

### Intervallo 6: Esplorazione
Morrison accompagna per un breve tratto il Sergente in cammino verso la struttura di clonazione, ma viene ucciso da Alma che lo schiaccia sotto il peso di un'auto blindata. Proseguendo, il Sergente giunge all'ingresso di una vecchia miniera in disuso dove sembra si trovi la Struttura di Clonazione.

### Intervallo 7: Sterminio
Il Sergente raggiunge la Struttura, dove viene accolto dal fantasma di Paxton Fettel ed ha con lui un criptico scambio di parole. Il Sergente si fa strada combattendo contro i Nottambuli, ma giunge troppo tardi per impedire al loro Comandante di recuperare un campione del DNA di Alma. Il Sergente insegue il Comandante dei Nottambuli nella struttura, combattendolo insieme alle restanti forze nemiche nello scontro finale. Alla fine della battaglia, il Sergente recupera il campione di DNA, e fugge in superficie dove lo attende Raynes. Il Sergente e Raynes eliminano gli ultimi Replicanti e raggiungono un elicottero di evacuazione. Quando il Sergente sale sull'elicottero, il fantasma di Chen sembra attenderli: Raynes suggerisce che il Sergente sia meritevole di una promozione a Tenente e che Chen sarebbe stato fiero di lui, quindi il fantasma di Chen svanisce. Al termine dei titoli di coda, un Nottambulo sopravvissuto entra nell'ufficio del misterioso Senatore, posando sulla scrivania un contenitore con il DNA di Paxton Fettel. Il Senatore chiede conto delle perdite: "accettabili" è la risposta del mercenario.

## Modalità di gioco
Il gioco è stato arricchito dalla nuova intelligenza artificiale dei compagni che combattono a fianco del giocatore. Perseus Mandate include le armi e i nemici già introdotti nella precedente espansione con alcune aggiunte:
- Fucile Avanzato VES con mirino a infrarossi;
- Lanciagranate K3-BT;
- Chain Lightning Gun LP4.

Tra i nemici, sono state aggiunte quattro nuove tipologie:
- Soldati Armacham per Operazioni Segrete;
- Spaventapasseri (una nuova visione inviata da Alma);
- Mercenari Nottambuli;
- Nottambuli d'Élite.

Perseus Mandate comprende inoltre 3 missioni bonus che vengono sbloccate dopo aver terminato la campagna single player. Queste missioni sono simili alle missioni instant action comprese nella versione Xbox 360 di F.E.A.R., in cui il giocatore si muove all'interno di piccoli livelli, privi di trama, dove combatte contro diverse ondate di nemici.
Il gioco offre infine una versione modificata del multiplayer del primo F.E.A.R., che comprende nuovi modelli per il giocatore e l'aggiunta di 5 nuove armi dalle due espansioni.

## Personaggi
- Sergente F.E.A.R.: il protagonista di Perseus Mandate. Non sono fornite informazioni su di lui se non che è il terzo membro della squadra F.E.A.R.. Sembra essere in possesso delle stesse capacità dell'Apripista della prima squadra F.E.A.R., ma queste sue capacità non vengono mai commentate o giustificate nel corso del gioco, anche se è possibile ascoltare alcuni nemici esclamare "È stato migliorato!" quando ricorre ai suoi riflessi rapidi. Verso la fine del gioco, Paxton Fettel rivela che attendeva l'arrivo del Sergente, rimarcando quanto gli ricordi suo fratello (l'Apripista della prima squadra F.E.A.R.). Tuttavia, Fettel sottolinea che l'incidente non sia un affare che lo riguarda e che non deve interferire. Questo fatto, unito alla presenza di laboratori di clonazione e alle capacità presentate dal Sergente, del tutto uguali all'Apripista F.E.A.R., fa pensare che il Sergente sia effettivamente un clone, anche migliorato, dell'Apripista.
- Capitano David Raynes: leader della seconda squadra F.E.A.R.. Raynes guida la squadra nel corso della missione, dando ordini al Tenente Steve Chen e al Sergente.
- Tenente Steve Chen: secondo membro della squadra F.E.A.R.. Chen è un soldato astuto e in possesso di diverse capacità, dal combattimento alle conoscenze legali e tecniche.
- Rowdy Betters: Comandante della F.E.A.R.. Come nel primo capitolo della saga, Betters interagisce con la squadra attraverso comunicazioni radio.
- Gavin Morrison: agente del Senatore, insieme ai Nottambuli tenta di impadronirsi del progetto Perseus. Morrison è un ex agente NSA, espulso in seguito al suo comportamento arrogante, che ora lavora come braccio armato per l'élite del potere di Washington. Anche se inizialmente sembra guidare i Nottambuli, è solo una pedina nei piani del Senatore; viene catturato e imprigionato dai Nottambuli dopo l'esplosione di Origin.
- Comandante dei Nottambuli: leader albino dei Nottambuli, un gruppo di mercenari altamente addestrati inviati a sottrarre le ricerche genetiche dell'ATC. Inizialmente sembra lavorare per Morrison e il Senatore, ma affermerà successivamente che sono entrambi sacrificabili. Dimostra una profonda conoscenza del team F.E.A.R., delle sue procedure e delle capacità mostrate dal Sergente e dall'Apripista.
- Paxton Fettel: il “fantasma” di Fettel compare dopo l'esplosione di Origin, e comunica in più occasioni con il Sergente.

## Accoglienza
F.E.A.R. Perseus Mandate non ricevette critiche positive dai siti e dalle riviste di settore. GameSpot valutò la versione PC del gioco con un punteggio di 5.5/10, assegnando invece un punteggio 7.0/10 alla versione Xbox 360, sottolineando come alcuni momenti spaventosi e la giocabilità generale non riuscissero a scacciare la monotonia del design e la grafica obsoleta del motore grafico, con molte location fin troppo simili a quelle di F.E.A.R..
IGN valutò la versione PC con un punteggio di 5.9/10, giudicandolo privo dei molti momenti spaventosi della precedente espansione, di vero fascino nelle ambientazioni e soprattutto di una generale sensazione di già visto. La versione per Xbox 360 ricevette un punteggio di 6.7/10.